# Maria Cuțarida-Crătunescu
Maria Cuțarida-Crătunescu (Călărași, 10 febbraio 1857 – Bucarest, 16 novembre 1919) è stata un medico e attivista rumena.

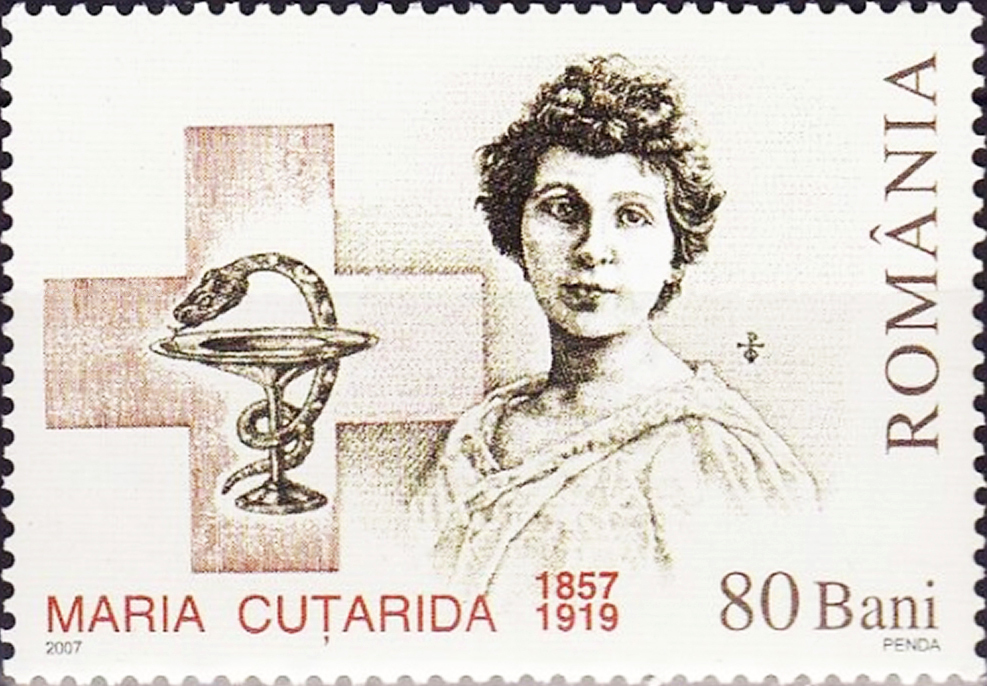
Maria Cuţarida 1857-1919. Francobollo della Romania, 2007.

Fu la prima dottoressa in Romania. Sostenitrice femminista attiva, fondò la Società materna nel 1897 e nel 1899 organizzò il primo asilo nido in Romania.

## Carriera accademica e medica
Originaria di Călărași, si iscrisse alla Facoltà di Medicina dell'Università di Zurigo nel 1877, ma a causa delle difficoltà linguistiche e dei vantaggi ricevuti dagli studenti con diplomi dalla Francia, si trasferì all'Università di Montpellier, dove fece la sua tesi di laurea. Cuțarida-Crătunescu svolse il tirocinio in ospedale e la formazione per il dottorato a Parigi. Divenne dottore di ricerca nel 1884, laureandosi con lode; la sua tesi si intitolava Hydrorrhee per valeur et dans le cancer du corps semiologique del uters. Fece richiesta all'Ospedale di Brâncovenesc, chiedendo di lavorare in un dipartimento medico post-secondario "Malattie femminili", ma fu respinta senza spiegazioni e ricevette invece una cattedra come Professoressa di Igiene. Nel 1886 divenne capo del dipartimento di igiene del manicomio "Elena Lady", e nel 1891 fu capo del dipartimento di ginecologia presso l'ospedale Filantropia di Bucarest.

## Attivismo
Cuțarida-Crătunescu fondò una società materna nel 1897 per aiutare i bambini poveri, e fu invitata a congressi a Bruxelles (1907) e Copenaghen (1910), dove presentò le iniziative mediche intraprese in Romania contro la mortalità infantile e uno studio sugli asili nido in Romania. Era una femminista e presentò il Work of Women in Romania (lett. "Il lavoro delle donne in Romania"), sul lavoro intellettuale delle donne rumene, a un congresso tenutosi a Parigi nel 1900. Durante la prima guerra mondiale ha lavorato come medico presso l'Ospedale militare n. 134. Si ritirò dopo la guerra, probabilmente per motivi di salute, e morì a Bucarest nel 1919.